# A.S.D. Mariano Keller
ASD Mariano Keller hay đơn giản là Mariano Keller là một câu lạc bộ bóng đá Ý, có trụ sở tại Naples nhưng hiện đang thi đấu tại San Giorgio a Cremano, Campania.

## Lịch sử

### Mariano Keller
Câu lạc bộ được thành lập vào năm 2004. Lúc đầu câu lạc bộ chỉ tập trung vào đội bóng đá trẻ. Rolando Mandragora, một cầu thủ của Juventus, từng là cựu cầu thủ của Mariano Keller.
Đội bóng chơi ở Serie D trong mùa 2013-14  sau khi mua câu lạc bộ thể thao ASD CTL Campania Piscinola của Serie D. 

### Danh hiệu thể thao của CTL Campania Piscinola
ASD CTL Campania Piscinola được thành lập năm 2007 sau khi sáp nhập CTL Miracoli Soccer và Napoli Centrale Piscinola.
Đội bóng đã được thăng hạng lên Serie D trong mùa 2010-11 sau khi một sự thăng thiên bắt đầu ở Promozione Campania trong mùa 2007-08.
Đội chơi ở Stadio Dietro La Vigna ở Piscinola với 300 chỗ ngồi.

## Màu sắc và huy hiệu
Màu của đội là màu xanh.